# Счёт возобновлён
«Счёт возобновлён» (англ. Account Rendered) — британский криминальный фильм 1957 года режиссера Питера Грэхэма Скотта с Гриффитом Джонсом, Урсулой Хауэллс и Онор Блэкман в главных ролях. За декорации фильма отвечал Норман Арнольд.

## Сюжет
Когда Люсиль Эйнсворт находят задушенной на Хампстед-Хит, к делу подключается детектив-инспектор Маршалл. Муж Люсиль Роберт подозревал ее в неверности и следил за ней, но он всего лишь один из многих подозреваемых, у которых есть мотив для убийства.

## В ролях
| Актёр          | Роль                       |
| -------------- | -------------------------- |
| Гриффит Джонс  | Роберт Эйнсворт            |
| Урсула Хауэллс | Люсиль Эйнсворт            |
| Онор Блэкман   | Сара Хейворд               |
| Юэн Солон      | детектив-инспектор Маршалл |
| Карл Бернард   | Гилберт Морган             |
| Мэри Джонс     | Нелла Лэнгфорд             |

## Критика
Radio Times назвала фильм «низкокачественным», в то время как сайт Britmovie описал его «эффектным детективным фильмом категории "б", основанным на криминальном романе Памелы Баррингтон 1953 года и снятым неутомимым Питером Грэхэмом Скоттом. Сюжет довольно прямолинеен, но увлекательно закручен, а сценарист Барбара С. Харпер и оператор-постановщик Уолтер Дж. Харви создают атмосферу напряженности в ходе действия. Актерский состав полностью компетентен, но особенно выделяется молодая Онор Блэкман, снявшаяся в этом фильме до Бонда».